# Theater itzehoe

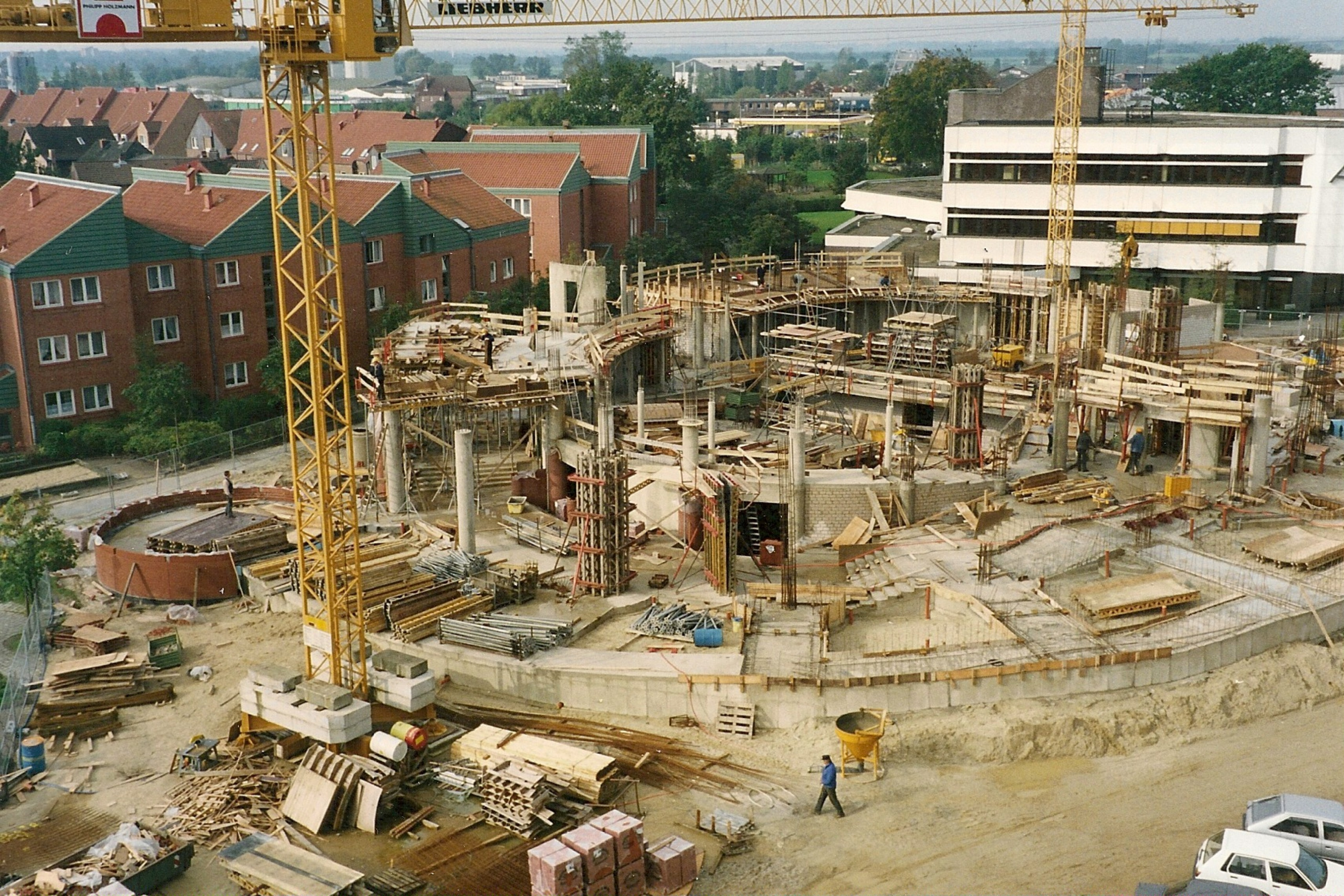
Das theater itzehoe in seiner ersten Bauphase in den 80er Jahren.

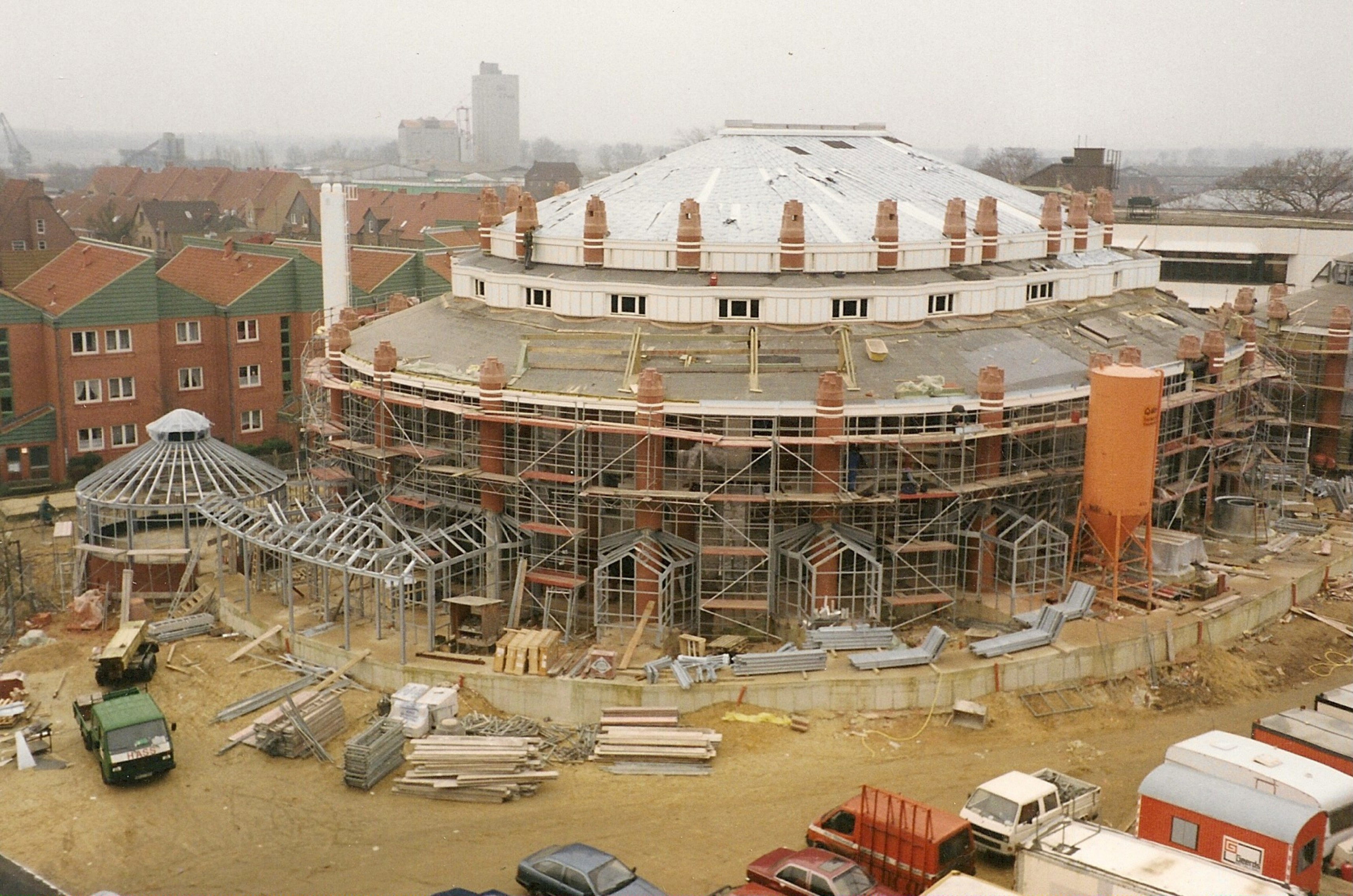
Das theater itzehoe vor der Fertigstellung des Gebäudes.

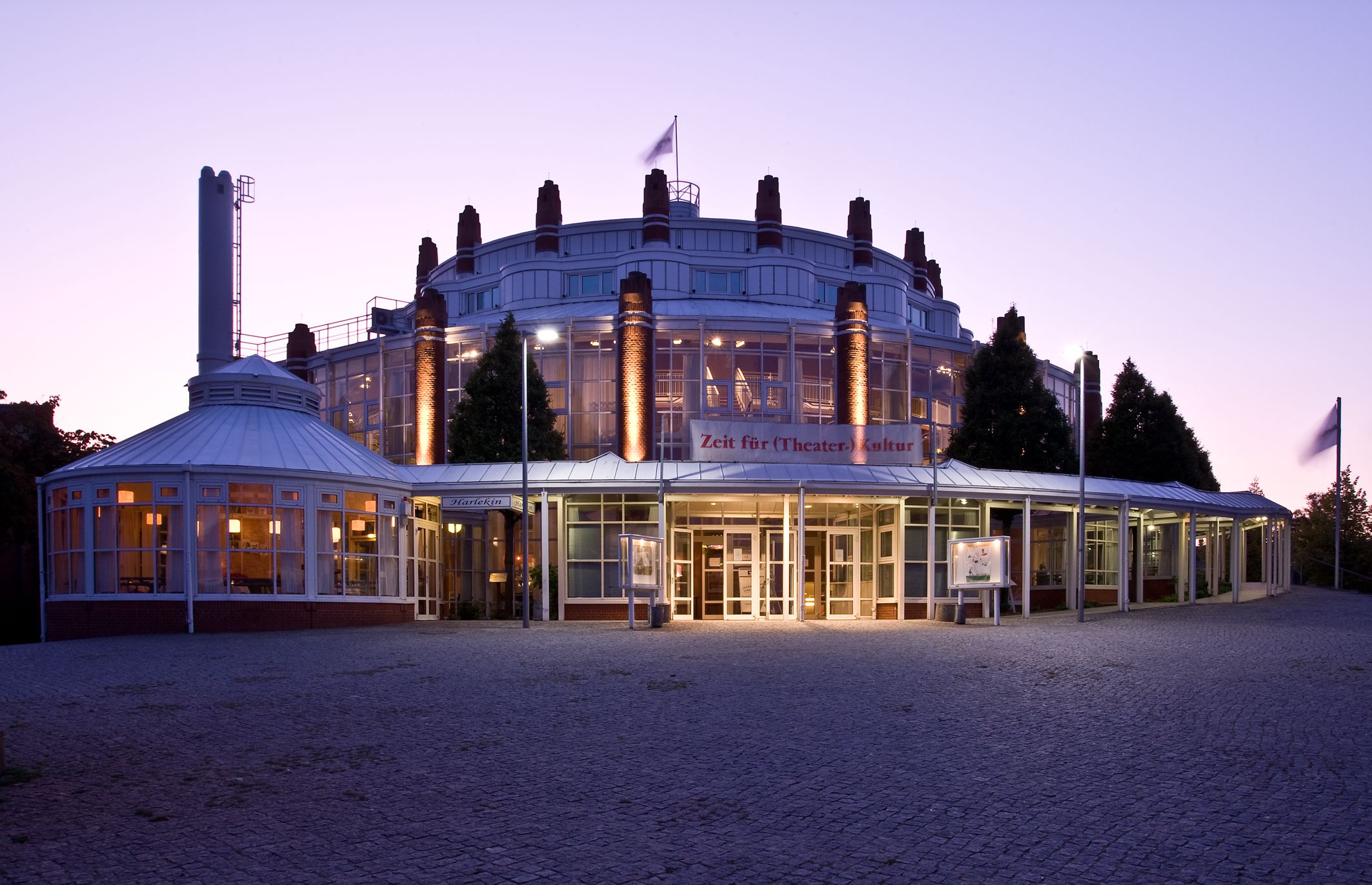
Das theater itzehoe bei Nacht.

Das theater itzehoe ist das Theater der Stadt Itzehoe. Der markante Bau liegt am Theaterplatz zwischen Alt- und Neustadt. Entworfen wurde das ovale Theatergebäude durch den Architekten Gottfried Böhm. Baubeginn war 1982, am 26. September 1992 wurde das Haus an der heutigen Spielstätte mit einem Konzert des Cellisten David Geringas eröffnet. 2017 wurde der Bau in die Liste der Kulturdenkmale Schleswig-Holsteins aufgenommen.

## Programm
Das theater itzehoe wird städtisch getragen. Es verfügt über kein festes Ensemble, sondern wird von freien Produktionen sowie von Aufführungen des Schleswig-Holsteinischen Landestheaters und Sinfonieorchesters – die größte deutsche Landesbühne mit Sitz in Rendsburg – bespielt. So können im theater itzehoe alle Sparten von Sprech- und Musiktheater über Ballett und Tanz bis zu Kammermusik sowie Sinfonie-, Rock-, Pop- und Jazzkonzerten angeboten werden. Daneben finden Kleinkunst-Darbietungen und Kinder- und Jugendtheater statt, wozu das Haus über eine eigene Theaterpädagogin verfügt. Auch Festivals wie das Schleswig-Holstein Musik Festival nutzen das Theater regelmäßig als Spielort.
Ab der Spielzeit 2024/2025 wird in der neuen Veranstaltungsreihe „IZ MUSICAL TIME“ ein Querschnitt aus der Welt der Musicals wie La Cage aux Folles, My Fair Lady bis hin zu dem Kammermusicalthriller Thrill Me oder auch Mörder unter sichpräsentiert. Außerdem soll pro Spielzeit in einem Konzertabend ein Komponist aus der Welt des Musicals in den Mittelpunkt gestellt werden. Den Anfang machen unter dem Titel Sei hier Gast!Songs von Alan Menken.

## Aufbau
Gegliedert ist das Theater in ein Großes Haus mit Parkett und zwei Logenrängen sowie das kleinere Studio. Das Große Haus kann durch Umbauten in das Kleine Haus umgewandelt werden. Das Große Haus bietet je nach Bestuhlung Raum für 235 bis 700 Zuschauer, das Kleine Haus weist rund 250 Sitzplätze auf. Das Studio, das einen eigenständigen, vorgelagerten Baukörper mit separatem Zugang und eigenem Foyer bildet, fasst 70 bis 150 Personen. Die nutzbare Gesamtfläche des Hauses beträgt rund 4800 m². Der zentrale, ovale Bühnenraum kann flexibel umgestaltet werden, sodass das Theater nicht nur für künstlerische Darbietungen, sondern auch für Kongresse, Messen oder (private) Festveranstaltungen genutzt wird.

## Theaterdirektorinnen & -direktoren
- 1991 bis 2001: Siegfried Keuper
- 2001 bis 2011: Mechtild Hobl-Friedrich
- 2011 bis 2021: Ulrike Schanko
- 2021 bis 2023: Jörg Gade[5]
- ab 2023: Maik Frömmrich[6]

## Sonstiges
- Das Theater wurde wegen seiner guten Akustik wiederholt genutzt, um Konzerte einzuspielen. Im August 2009 nahm der Pianist Lang Lang – gemeinsam mit Violinist Vadim Repin und Cellist Mischa Maisky – dort Werke von Tschaikowsky und Rachmaninow auf.[7] 2017 spielte die Violinisten Anne-Sophie Mutter mit dem Pianisten Lambert Orkis eine Sonate von Krzysztof Penderecki im theater itzehoe ein.[8]
- Gefördert wird das Theater durch den Verein „Freunde des theater itzehoe e. V.“ mit rund 300 Mitgliedern.[2]